# Джек Обри
Капитан Джек Обри (англ. Jack Aubrey) — вымышленный персонаж, главный герой серии военно-морских приключений английского писателя Патрика О’Брайана. В книгах действует вместе со своим другом, доктором Стивеном Мэтьюрином. 
Прототипом Джека Обри стал адмирал Томас Кокрейн.

## Описание персонажа
Автор время от времени сообщает нам некоторые факты из жизни своего персонажа: 

##### Отец Джека, генерал Обри
Генерал проживает в поместье Вулхемптон. Принадлежит к партии тори.
На протяжении цикла сам генерал Обри на сцене не появляется. Мы можем судить о его личности по скандальным слухам, то и дело циркулирующих в свете:
- первый скандал: приказал высечь члена парламента, кандидата от партии вигов в Хинтоне.
- второй скандал: в 65 лет генерал женится на молоденькой крестьянской девушке, молочнице. Наличие молодой мачехи — это одна из причин, по которой Джек Обри не очень стремится в родовое гнездо. Джек говорит о внешности мачехи: «Куколка с черными вьющимися волосами. Всегда улыбается, всегда от неё пахнет молоком и всегда у неё мокрые руки». Упоминается, что мачеха родила Джеку брата, причём в тот момент, когда капитан Обри сам собирается стать отцом.

Скандальная известность генерала Обри не раз мешала сыну делать карьеру.

##### Личная жизнь и семья капитана Джека Обри
В начале цикла Джек Обри не женат. Однако уже во второй книге завязывается роман с Софи Уильямс, который никак не может прийти к счастливому завершению, в основном благодаря противоречию между запутанным финансовым положением капитана и алчностью будущей тёщи, непременно желающей выдать дочь за состоятельного человека. Однако капитан несколько поправил свои дела, а теща разорилась, что уравняло шансы сторон и привело к заключению брака. После женитьбы молодые живут в тесном Эшгроу-коттедже («Ashgrove Cottage»), расположенном неподалёку от Гемпшира. 
Софи родила двух сестёр-близнецов, Шарлотту и Фанни. Девочки настолько похожи, что Джек не может отличить их друг от друга. Поэтому Шарлотте велено носить красный передник, а Фанни — синий. Спустя год после рождения сестёр у Джека появляется сын Джордж.

### Внешность
Высокий (шесть футов или 1.83 метра ростом) голубоглазый блондин с вьющимися волосами. Имеет склонность к полноте (вес под две с половиной сотни фунтов, или 113 килограмм) и одышке (вследствие малоподвижного образа жизни и прекрасного аппетита). 
Голос Джека, привыкший отдавать команды во время шторма или артиллерийской канонады, могуч: как то раз ему пришлось поговорить с боцманом «с глазу на глаз», причём все, что говорил капитан, было слышно «от кормового салона до форштевня».

### Послужной список
Начал морскую службу с детских лет (с девяти числился на флоте, плавать стал с двенадцати) простым матросом. Упоминается, что, уже будучи гардемарином, был разжалован в матросы на шесть месяцев с формулировкой: «за неподобающее поведение и любовные похождения». Постепенно дослужился до мичмана, сдал экзамен на лейтенантский чин.
Несколько лет служил на разных кораблях. Во время Битвы на Ниле был третьим лейтенантом на «Леандре». Перед назначением капитаном на бриг «Софи» исполнял обязанности лейтенанта (помощника капитана) на «Женеро» («Généreux»).
Корабли, которыми командовал капитан Обри:
- «Софи» (HMS Sophia) — бриг по парусному вооружению (шлюп по военной классификации) испанской постройки, около 150 тонн водоизмещения, 14 пушек, 105 человек экипажа. До того, как поднять английский флаг, бриг принадлежал испанцам и назывался «Венсехо». В отличие от других бригов «Софи» обладает небольшими шканцами. На этом корабле капитан прославился как грозный крейсер<рейдер?>. Прославился настолько, что французские и испанские купцы в складчину наняли для расправы над «Софи» приватира: фрегат-шебеку «Какафуэго» (Cacafuego). Этот приватир значительно превосходил «Софи» по тоннажу, скорости, численности экипажа и мощности бортового залпа. Несмотря на это, Джек Обри вступил в бой с «Какафуэго» и захватил его в абордажном бою. Этот бой стал притчей во языцех, и принес капитану много славы, прозвище «Счастливый Джек», но еще больше неприятностей юридического характера. В бою с французским 74-х пушечным кораблем «Дезэ» (Desaix), «Софи» лишилась всего рангоута. Капитан Джек Обри был вынужден приказать спустить флаг и сдался в плен. Впоследствии трибунал оправдал капитана за сдачу корабля.
- «Поликрест» (HMS Polychrest) — экспериментальное судно, плавучая батарея. Был построен с целью испытания некого нового чудо-оружия огромного калибра и значительной длины ствола. Испытания прошли неудачно, однако уже готовый корабль решено было не утилизировать, а включить в состав флота. На нем 24 карронады калибром 32 фунта (14,5 кг). Штатная численность экипажа 120 человек (хотя Джек Обри ходил на нем с недокомплектом в 35 человек). У этого корабля необычные обводы: острые корма и нос абсолютно одинаковы, палуба лишена седловатости, отсутствует трюм, «плавающие» кили. Вследствие этого мореходные качества корабля крайне неудовлетворительны: он несбалансирован на руле, самопроизвольно зарыскивает, обладает огромным дрейфом, повышенной валкостью и «мокрой» палубой. «Поликрест» затонул после боя на рейде Шолье.
- «Резвый» (HMS Lively) — фрегат. Артиллерия: 36 длинноствольных чугунных орудия калибром 18 фунтов (8,2 кг). На этом корабле капитан Джек Обри вступил во временное командование, получив звание пост-капитана (в других переводах «капитана первого ранга»).
- «Внезапный» (HMS Surprise) — фрегат французской постройки (корабль 6-го ранга), 579 тонн, 28 пушек, экипаж 197 человек. Довольно старый корабль — Джек Обри служил на нем в юности мичманом и даже вырезал на эзельгофте грот-мачты свои инициалы. До того, как поднять английский флаг, корабль назывался «Юните». Достался капитану в весьма потрепанном состоянии, однако Джек сумел привести его в идеальный порядок, отремонтировавшись на Королевской верфи в Бомбее.
- «Боадицея» (HMS Boadicea) с экипажем 300 человек — неплохо бежит в фордевинд или бакштаг, но в бейдевинд не может идти круто к ветру. Джек Обри привел этот корабль из Госпорта в Кейптаун, по пути вышколив экипаж в управлении парусами и пушечной стрельбе. В Кейптауне Джек получил широкий вымпел — контр-адмиральские полномочия (правда, без контр-адмиральского оклада, оставшись в звании пост-капитана) и должность коммодора. Подняв вымпел на «Рэйсонейбле», коммодор Обри возглавил дивизион из пяти боевых кораблей (кроме «Рэйсонейбля» и «Боадицеи» упоминаются «Сириус», «Нереида» и «Оттер») и одной вооруженной шхуны Ост-Индской компании «Уосп». Задачей Джека, как коммандора, был разгром и захват французских баз на островах Маврикий и Реоньюн, и прекращение нападений французского флота на торговые корабли Ост-Индской компании. Выполнив задание, капитан вернулся на «Боадицею».
- «Леопард» (HMS Leopard) — очень старый корабль, заложен еще в 1776 году. Строился с перерывами больше десяти лет. Двухпалубный, пятьдесят пушек, относится к «вымирающему» 4-му рангу. Водоизмещение 1056 тонн, длина по килю 120 футов (36.6 метра), ширина миделя 40 футов 8 дюймов (12.4 метра), экипаж 343 человека.
- «Вустер» (HMS Worcester) — 74-пушечный линейный корабль из серии «Сорока воров». Обладал посредственными ходовыми качествами и гнилым корпусом. На нем Обри участвовал в блокаде Тулона.

#### Ранения
Сам Джек Обри упоминает ранения, полученные им ещё до событий цикла.
- Самую первую тяжелую рану он получил не в бою, а во время рекрутского набора. Жена плотника из Диля ударила мичмана Обри по голове утюгом, пытаясь воспрепятствовать будущей карьере своего мужа, которого Джек собирался сделать матросом.
- Джек Обри получил тяжелейшие ранения, будучи мичманом на «Агамемноне», командуя шлюпочной атакой.
- Был ранен в Битве на Ниле, получив пулю в грудь. Ходил с этой пулей несколько лет. В этом же сражении получил ранение в голову.
- Еще одно ранение в голову получил, когда «Женерё» захватил старый «Леандр».

События цикла называют ещё несколько ранений.
- Капитана Обри опалило взрывом при штурме береговой батареи Альморайры. Вся левая половина головы Джека представляла собой кошмарное зрелище: волосы сгорели, кожа приобрела пурпурно-багровый цвет, левый глаз заплыл. Доктор Мэтьюрин намазал ожог какой-то своей мазью. Сквозь мазь пробилась щетина отрастающих волос — Джек в эти дни в левый профиль удивительно напоминал западноафриканского мандрила.
- Джек получил несколько колотых и резаных ран при абордажном штурме «Какафуэго». Одна из ран рассекла старый шрам от пули, полученный на Ниле. Доктор Мэтьюрин воспользовался случаем и удалил пулю.
- На «купце» Ост-Индской компании «Лорд Нельсон», на котором был пассажиром, Джек возвращался из Франции. Пакетбот был атакован французским капером «Беллона» вблизи мыса Трафальгар. Обри вызвался командовать палубной артиллерией. Был ранен в голову осколком разорвавшейся пушки, потеряв мочку уха.
- Во время боя на рейде Шолье, командуя «Поликрестом», получил контузию от разрыва бомбы, потеряв уже поврежденное ухо, и часть скальпа, кроме того, заработал удар шпаги в грудь. Его друг, доктор Мэтьюрин, цинично пришил ухо на место. От этого боя у Джека остался шрам на лице, идущий от скулы, через пришитое ухо и исчезающий в волосах.
- Небольшую контузию Джек получил от катящегося по палубе ядра, командуя «Внезапным». Во время боя с двумя французскими фрегатами ядро повредило ему ступню, отчего он долгое время хромал.

#### Прозвища Джека Обри
Юношей Джек много времени проводил на фор-марсе «Внезапного». Там он прятался от грозного первого лейтенанта, читая книги по навигации. За это он получил прозвище «Джек-формарсовый» («Foremast Jack»).
Уже будучи лейтенантом на «Женеро», Джек, за неиссякаемый оптимизм (и за связь с женой коменданта Порт-Магона), получил ярлык «Улыбающийся Змей», или даже «Наглый Улыбающийся Змей» («Brazen Smiling Serpent»).
Длинные золотые волосы, реющие по ветру, подобно вымпелу, наградили капитана «Софи» прозвищем: «Наш Старый Лютик». По этой же причине некоторые подчиненные за глаза называют капитана «Златовласка» («Goldilocks»).
Но своё последнее прозвище «Счастливый Джек» («Lucky Jack») он получил за удивительный абордажный захват фрегата-шебеки «Какафуэго», который по числу экипажа почти в шесть раз (319 человек против 54) превосходил его кораблик «Софи».

### Навыки и увлечения
Джек Обри написал несколько книг по гидрографии, являющихся результатом промеров глубин и обсерваций, выполненных им в походах. Кроме того, он сделал доклад в Королевском обществе о методе вычисления долготы обсервации, пользуясь фазами галилеевских спутников Юпитера. Будучи не у дел, разводит у себя дома в Эшгроу-коттедже овощи, держит корову и шлифует зеркала и окуляры телескопа. 
Его телескоп превосходного качества: различает двойную звезду в Андромеде с угловым расстоянием между компонентами менее одной секунды дуги!

### Привычки и характер
Капитан требователен к дисциплине и субординации на корабле. Вместе с тем обладает чувством юмора. Невзначай сказанная им фраза способна наповал уложить вахту. Однако, засмеяться при капитане — означает нарушить субординацию и дисциплину. Поэтому вахте, под шиканье вахтенного офицера, приходится корчиться в попытке удержать смех.
Джек Обри по натуре очень общительный человек, и вынужден страдать от одиночества на корабле. Традиции английского флота проводят пропасть в общении между капитаном и командой. Поэтому капитан так ценит своего друга, судового врача доктора Стивена Мэтьюрина, который немного заполняет этот вакуум. Статус личного друга и человека «не от мира сего» позволяет доктору скрашивать одиночество капитана.
Каждое утро для капитана (и для его друга Стивена Мэтьюрина) обязательно должно начаться с чашки кофе. Стюард капитана Киллик давно привык к такому «неанглийскому» началу утра — и заваривает на двоих один кофейник. Попадая на другие корабли в качестве гостей, оба страдают от отсутствия кофе по утрам.
Капитан с удовольствием принимает морские ванны. Каждое утро, после чашки кофе, он, сбросив с себя всю одежду, ныряет в океан, оплывая весь корабль по кругу (заодно проверяя состояние корпуса корабля). Доктор Мэтьюрин иногда присоединяется к этим заплывам. Команда давно привыкла к таким чудачествам, зато для гостей такое поведение кажется несколько шокирующим.
Может броситься за борт, чтобы спасти тонущего матроса. Он признался доктору, что спас таким образом то ли 22, то ли 23 человека и даже получил за это золотую медаль от Общества спасения утопающих. При этом считает такое событие совершеннейшим пустяком и добавляет: «Я бы бросился спасать даже собаку, а не только матроса первого класса. В теплую погоду я, пожалуй, спас бы даже судового врача!»
Если капитану приходится садиться на лошадь, он чувствует себя на ней (по его собственному выражению) «как собака на заборе». Упасть с лошади три раза за поездку от Эшгроу-коттеджа до Хемпшира для него — нормальное дело. При этом он называет лошадь не иначе, как «эта тварь» или «эта скотина».
Любит музыку, сам с удовольствием музицирует вместе с доктором Стивеном Мэтьюрином. Играет на скрипке и фортепиано.
В новеллах неоднократно упоминается склонность капитана Обри к любовным похождениям. После одного из таких «походов» в Порт-Магоне доктору Мэтьюрину пришлось лечить Джека от венерического заболевания.
Место и время основных событий в новеллах Патрика О’Брайана — период Наполеоновских войн.

## В кинематографе
В 2003 году был снят фильм «Хозяин морей: на краю земли» с Расселом Кроу в роли капитана Обри и Полом Беттани в роли доктора Мэтьюрина.

## Список книг
См. Цикл о капитане Джеке Обри и докторе Стивене Мэтьюрине